# Maharram Dadașev
Maharram Akbar oglu Dadașev (în azeră Məhərrəm Əkbər oğlu Dadaşov, în rusă Магеррам Акпер оглы Дадашев; n. 15 februarie 1912, Salyan, gubernia Baku⁠(d), Imperiul Rus – d. 17 septembrie 1944, Stremț, Alba, România) a fost un sergent-major azer în Armata Roșie, care a fost distins postum cu titlul de Erou al Uniunii Sovietice. Acest titlu i-a fost acordat la 24 martie 1945 pentru acțiunile sale din timpul Ofensivei Iași-Chișinău. În calitate de conducător al unui tanc, Dadașev ar fi ucis opt soldați germani cu mitraliera de pe tancul său. El a fost rănit grav într-o luptă ulterioară și a murit din cauza rănilor sale la mijlocul lunii septembrie 1944.

## Tinerețea
Dadașev s-a născut la 15 februarie 1912 în satul Beştalı , Azerbaidjan, într-o familie de țărani. A absolvit studii secundare inferioare și a lucrat ca tractorist la un colhoz.

## Al Doilea Război Mondial
Dadașev a fost mobilizat în Armata Roșie în 1941, a luptat pe front începând din 1942 și a devenit conducător de tanc. A luptat în Bătălia pentru Caucaz. Făcând parte din Brigada 233 Tancuri a Corpului 5 Mecanizat, a luptat în Ofensiva Korsun–Șevcenkovski și în Ofensiva Uman–Botoșani. Unitatea lui Dadașev era echipată cu tancuri americane Sherman M4A2. El a devenit membru al Partidului Comunist al Uniunii Sovietice în 1944. În august și septembrie 1944 Dadașev a luptat în Operațiunea Iași-Chișinău.
La 20 august, în apropiere de Vaslui, tancul lui Dadașev a atacat poziții germane. Focul tras de pe tancul său a distrus 6 tunuri antitanc și 16 mitraliere și mortiere, ucigându-i pe militarii germani. Dadașev a fost rănit, dar a continuat să-și conducă tancul. După ce a rămas fără proiectile, militarii de pe tanc au ieșit afară și s-au adăpostit în jurul tancului. Dadașev a folosit mitraliera pentru a ucide opt soldați germani. Aceste acțiuni au provocat retragerea trupelor germane, potrivit raportului încheiat ulterior. Ulterior, Dadașev a fost rănit grav la umărul stâng în 14 septembrie și a murit din cauza cangrenei gazoase la Spitalul Sovietic de Campanie nr. 576 pe 17 septembrie 1944. A fost înmormântat în comuna Stremț din județul Alba. La 24 martie 1945 i s-a acordat postum titlul de Erou al Uniunii Sovietice și Ordinul Lenin.

## Cinstirea memoriei sale
Un bust al lui Dadașev a fost construit în orașul Salyan din Azerbaidjan. O școală secundară din satul azer Kür Qaraqaşlı a primit numele lui Dadașev.